# میلتون گلیزر
میلتون گلِیزر (انگلیسی: Milton Glaser؛ زادهٔ ۲۶ ژوئن ۱۹۲۹ - درگذشتهٔ ۲۶ ژوئن ۲۰۲۰) طراح گرافیک اهل ایالات متحده آمریکا بود. برخی آثار او مانند روانگردانی پوستر باب دیلان و لوگوی I ❤ NY (من عاشق نیویورکم) شهرت جهانی دارند.
طراحان سراسر جهان از شیوه کار گلیزر به گونه بی‌سابقه ای تقلید کردند.
میلتون گلیزر همچنین به‌همراه کلی فلکر بنیانگذار مجله نیویورک بود.
گلیزر در سن ۹۱ سالگی در ۲۶ ژوئن ۲۰۲۰ براثر سکته مغزی و نارسایی کلیه در شهر نیویورک درگذشت.